# Maspie-Lalonquère-Juillacq
Maspie-Lalonquère-Juillacq (okzitanisch Maspièr de la Lonquèra e Julhac) ist eine französische Gemeinde mit 238 Einwohnern (Stand 1. Januar 2022) im Département Pyrénées-Atlantiques in der Region Nouvelle-Aquitaine (vor 2016: Aquitanien). Die Gemeinde gehört zum Arrondissement Pau und zum Kanton Terres des Luys et Coteaux du Vic-Bilh (bis 2015: Kanton Lembeye).

## Geographie
Maspie-Lalonquère-Juillacq liegt ca. 30 km nordöstlich von Pau in der Region Vic-Bilh der historischen Provinz Béarn am nordöstlichen Rand des Départements.
Umgeben wird Maspie-Lalonquère-Juillacq von den Nachbargemeinden:
|           | Simacourbe                                  | Lembeye      |
| Gerderest | Kompassrose, die auf Nachbargemeinden zeigt | Samsons-Lion |
|           | Anoye                                       |              |

Maspie-Lalonquère-Juillacq liegt im Einzugsgebiet des Flusses Adour. Einer seiner Nebenflüsse, der Lées, strömt durch das Gebiet der Gemeinde zusammen mit seinen Zuflüssen, dem Ruisseau du Hour und dem Ruisseau de Labadie.

## Geschichte
Reste einer römischen Villa u. a. in Form von Mosaikfragmenten auf dem Friedhof bei der Pfarrkirche von Juillacq zeugen von einer Besiedelung in der gallorömischen Zeit. Überdies ist der Ursprung des Namens Juillacq aus dem lateinischen Namen Julius und dem Suffix -acum zusammengesetzt, das zusammen „Landgut des Julius“ bedeutet.
Im Mittelalter erreichten die drei Dörfer entlang des Lées bereits eine ansehnliche Größe. Bei dem Zensus im Jahre 1385 wurden in Maspie 16 Haushalte gezählt, darunter der eines Schmieds und eines Grundherrn, in Lalonquère zehn und in Juillacq 23 Haushalte, darunter der eines Grundherrn und eines Pfarrers. Cagots, eine Personengruppe, die vom 13. bis weit ins 19. Jahrhundert hinein in Spanien und Frankreich diskriminiert und weitgehend vom gesellschaftlichen Leben ausgeschlossen war, waren ebenfalls unter den Bewohnern. Sie wurden auch hier von den anderen Familien verachtet und lebten von den anderen getrennt. Die Dörfer Maspie und Lalonquère gehörten zur Bailliage des Erzpriestertums von Lembeye, Juillacq zur Bailliage von Pau. Lalonquère war ein Mitglied der Komturei des Malteserordens von Caubin und Morlaàs, in Juillacq existierte ein Laienkloster, Vasall des Vicomtes von Béarn.
1831 haben sich die Gemeinden Maspie und Lalonquère zur neuen Gemeinde Maspie-Lalonquère zusammengeschlossen, 1842 kam Juillacq hinzu.
Toponyme und Erwähnungen von Maspie waren:
- Mespie (1385, Volkszählung des Béarn) und
- Mascaras (1750, Karte von Cassini).[3][5]

Toponyme und Erwähnungen von Lalonquère waren:
- La Loncquera (1538, Manuskriptsammlung des 16. bis 18. Jahrhunderts),
- La Lonquere (1750, Karte von Cassini),
- Lalonquere (1793, Notice Communale),
- Lalonguerre (1801, Bulletin des Lois) und
- Lalonguerre (1863, Dictionnaire topographique Béarn-Pays basque).[3][5][6]

Toponyme und Erwähnungen von Juillacq waren:
- Jullac und Saint-Pierre de Julhac (12. Jahrhundert bzw. 1227, laut Pierre de Marcas Buch Histoire de Béarn, S. 453 und S. 571),
- Juillacq (1750, Karte von Cassini),
- Jullaq (1777, Grundregister von Gerderest),
- Juillacq (1793 und 1801, Notice Communale bzw. Bulletin des Lois) und
- Juillac (1863, Dictionnaire topographique Béarn-Pays basque).[3][5][7]

### Einwohnerentwicklung
Nach Höchstständen der Einwohnerzahl von rund 640 nach der Vereinigung der drei früheren Gemeinden in der Mitte des 19. Jahrhunderts reduzierte sich die Zahl bei kurzen Erholungsphasen bis zu den 1970er Jahren auf rund 200 Einwohnern, bevor wieder ein moderates Wachstum einsetzte.
| Jahr      | 1962 | 1968 | 1975 | 1982 | 1990 | 1999 | 2006 | 2009 | 2022 |
| --------- | ---- | ---- | ---- | ---- | ---- | ---- | ---- | ---- | ---- |
| Einwohner | 263  | 233  | 205  | 218  | 233  | 224  | 248  | 273  | 238  |

## Sehenswürdigkeiten
- Pfarrkirche in Mespie, geweiht Martin von Tours. Die romanische Kirche wurde in der zweiten Hälfte des 12. Jahrhunderts auf einem künstlichen Erdhügel, geschützt durch einen Wall und Gräben, errichtet. Im 15. oder 16. Jahrhunderts wurde sie befestigt, teilweise aufgestockt und die Apsis mit einer Reihe von Schießscharten ausgestattet. Diese und Spuren von Hurden sind noch heute sichtbar. Im Laufe der Hugenottenkriege wurde das Gotteshaus teilweise zerstört. Während eine Seitenkapelle in der Mitte des 16. Jahrhunderts hinzugefügt wurde, fanden in der zweiten Hälfte des 17. Jahrhunderts Umbauarbeiten statt, wie die Jahreszahlen „1652“ auf einem Schlussstein in der Sakristei und „1667“ auf dem Schlussstein des Bogens über dem Eingang belegen. Im Kircheninneren lässt sich heute die Apsiskalotte und einen Triumphbogen, der auf Säulen mit hohen Korbkapitellen ruht, bewundern. Der einfache Altar ist im romanischen Stil erhalten. Sein Retabel datiert aus dem 17. Jahrhundert und zeigt Szenen aus dem Leben des heiligen Martin. Die fünf Glasfenster sind Werke des Glasmalers Gustave Pierre Dagrant und wurden zu Beginn des 20. Jahrhunderts eingesetzt. Viele weitere Ausstattungsgegenstände stammen aus dem 17. bis 19. Jahrhundert und sind als nationale Kulturgüter registriert.[9][10]

- Pfarrkirche Saint-Germain in Lalonquère. Ein mittelalterliches Gotteshaus wurde im Innenhof der Motte, die gleichzeitig der Sitz des Grundherrn de la Claü d’Anoye war, errichtet. Mit einer Höhe von nur zwei Metern war die Motte eher klein dimensioniert. Baumaterialien der ersten Burg, insbesondere von seinem rechteckigen Turm, wurden gefunden: Kieselsteine, Mauerziegel und Bruchsteine aus Molasse. Die heutige einschiffige Kirche wurde in der zweiten Hälfte des 18. Jahrhunderts gebaut, wie die Jahreszahl „1731“ (oder „1737“) auf einer Inschrift attestiert. Die halbrunde Apsis und die Sakristei wurden 1779 hinzugefügt. Viele Ausstattungsgegenstände aus dem 17. bis 19. Jahrhundert sind als nationale Kulturgüter registriert.[11][12]

- Pfarrkirche in Juillacq, geweiht Johannes dem Täufer. Sie ist auf den Spuren einer römischen Villa und in der Nähe der Quelle Sainte-Quitterie, deren Wasser wundersame Kräfte bei der Heilung von Haut- und Augenkrankheiten zugesprochen wird, gebaut. Der Legende nach hat die heilige Quiteria im 5. Jahrhundert die Quelle entspringen lassen. Überdies gab es ein Hospital zur Pflege von vorbeikommenden Pilgern auf ihrem Weg nach Santiago de Compostela. Die heutige Kirche ist im 16. Jahrhundert errichtet worden. Das einschiffige Langhaus ist mit einem Glockengiebel, auf der anderen Seite mit einer flachen Apsis mit Spitzgiebel abgeschlossen. Zerstört und in Brand gesteckt während der Hugenottenkriege, hat die Kirche nur einen Teil ihrer romanischen Apsis bewahren können. Im 17. Jahrhundert und gegen 1769 wurde die Kirche umgestaltet, im Jahre 1712 eine Kapelle zu Ehren der heiligen Quiteria hinzugefügt. Eine 1,26 m große Statue, die die Heilige darstellt, wurde in der gleichen Zeit in dieser Kapelle aufgestellt. Nachdem sie durch eine Marienstatue zusammen mit Statuen der Heiligen Rochus und Josef ersetzt worden war, fand sie ihren neuen Platz im Retabel. Oberhalb der hölzernen Eingangstür der Kirche mit einer Rahmung aus Marmor befindet sich ein Fenster in Form eines Blütenfächers. Oberhalb dieses Portals ist eine kleine Nische in die Wand eingelassen, in der eine Statuette aus Terrakotta aus dem Jahre 1769 zu sehen ist, die Johannes den Täufer darstellt.[13][14][15][16]

- Schloss von Day in Juillacq, im 16. Jahrhundert erstmals in den Schriften erwähnt. Es war im Besitz von Ramonet d’Ostabent, einem Hauptmann der in den Hugenottenkriegen kämpfenden katholischen Truppen gewesen, bevor es 1570 von Jeanne d’Albret, Königin von Navarra, konfisziert wurde. In der Folge gelangte es in den Besitz der Familie Guillassot, die es bis zur Französischen Revolution behielten. 1790 kaufte Jean de Fouron das Schloss und ließ es vollständig umbauen. Die entsprechende Jahreszahl auf der Fassade weist auf die Arbeiten hin. Von dem ursprünglichen Bau ist heute nur der runde Treppenturm übrig geblieben, der an die Nordseite des Haupthauses gebaut ist. An abgeschürften Stellen im gelben Putz, der vermutlich bei den Umbauarbeiten gegen Ende des 18. Jahrhunderts aufgetragen wurde, lassen sich die ursprünglichen, für die Region typischen Baumaterialien Kieselsteine und Mauerziegel erkennen. Auf der Höhe der ersten Etage befindet sich eine Fensteröffnung mit Stab verziert. Darüber lassen sich Spuren von ehemaligen Schießscharten ausmachen. Der obere Teil eines Fensters mit einem Kielbogen, der die Jahreszahl „1626“ trägt und vom ursprünglichen Wohntrakt stammt, ist in einem Eingang einer der Scheunen wiederverwendet worden. Im Hof befindet sich ein viereckiger Taubenschlag aus dem Zeitraum der Umbauarbeiten. Das Gebäude führt heute auf einen weiträumigen Bauernhof und ist Teil eines landwirtschaftlichen Privatbesitzes.[17][18][19]

- Taubenschlag von Maspie. Die Gemeinde besitzt einen viereckigen Taubenschlag aus dem 17. Jahrhundert, der heute nicht mehr genutzt wird. Vom Mittelalter bis zur Französischen Revolution waren diese ein Symbol der Grundherren, denn nur sie durften sie auf ihrem Grundstück getrennt vom Wohntrakt errichten. Ihre Größe war stets proportional zur Bedeutung der Grundherrschaft.[20]

## Wirtschaft und Infrastruktur
Die Landwirtschaft ist traditionell der wichtigste Wirtschaftsfaktor der Gemeinde.

### Bildung
Maspie-Lalonquère-Juillacq verfügt über eine öffentliche Grundschule mit 37 Schülerinnen und Schülern im Schuljahr 2017/2018.

### Verkehr
Maspie-Lalonquère-Juillacq wird durchquert von den Routes départementales 604 und 943, der ehemaligen Route nationale 643, und ist über eine Linie des Busnetzes Transports 64 mit Pau und anderen Gemeinden des Départements verbunden.